# Dera Gopipur
Dera Gopipur é uma cidade e uma nagar panchayat no distrito de Kangra, no estado indiano de Himachal Pradesh.

## Demografia
Segundo o censo de 2001, Dera Gopipur tinha uma população de 4336 habitantes. Os indivíduos do sexo masculino constituem 52% da população e os do sexo feminino 48%. Dera Gopipur tem uma taxa de literacia de 79%, superior à média nacional de 59,5%: a literacia no sexo masculino é de 82% e no sexo feminino é de 76%. Em Dera Gopipur, 11% da população está abaixo dos 6 anos de idade.